# Фосфолипаза
Фосфолипазы (англ. phospholipase) — группа ферментов (класс гидролазы), которые катализируют процесс гидролиза фосфолипидов. В зависимости от положения гидролизуемой связи в фосфолипиде различают 4 основных класса фосфолипаз: A, B, C и D.

## Классификация
- Фосфолипаза A
  - Фосфолипаза A1 — отщепляет SN-1 ацильную цепь
  - Фосфолипаза A2 — отщепляет SN-2 ацильную цепь
- Фосфолипаза B — отщепляет обе SN-1 и SN-2 ацильные цепи, также называется лизофосфолипаза.
- Фосфолипаза C — гидролизует связь между глицериновым остатком и полярной группой, при этом образуются диацилглицерин и фосфат-содержащая полярная группа. Фосфолипазы C, высвобождающие вторичный мессенджер инозитол-трифосфат, играют важную роль в передаче сигнала в клетке.
- Фосфолипаза D — гидролизует связь между фосфатной группой и спиртовой группой, при этом высвобождаются фосфатидная кислота[англ.] и спирт.

Типы C и D являются фосфодиэстеразами.